# محمد مظهر باشا
محمد مظهر باشا (1809 - 1873) مهندس مصري ومؤسس منارة الإسكندرية، والقناطر الخيرية.

## تكوين محمد مظهر الدراسي
درس في مدرسة رأس التين وبعدها بعثه محمد علي باشا بعثة دراسية لفرنسا سنة 1826 ليدرس الهندسة البحرية، وتخصص لدراسة الرياضيات والهندسة، ونبغ في العلوم الهندسية والرياضيات، قالَ عنهُ الدكتور كلوت بك، مُنشئ أول مدرسة للطب في مصر، «مظهر أفندي لنا الحق أنّ نفخر به، وهو المهندس المصري الذي تلقى العلم في فرنسا، ويوجب مدحُه والثناء عليه». بقي فيها لمدة 10 سنين وكان عدد الطلبة في البعثة 44 طالب وكان رئيس البعثة مسيو جومار وعمل مع المهندس الفرنسي (موجل) Mougel بك (1810 - 1890)، وقد امتدحه في رسالته عن أعضاء البعثات وقال عنه أن مظهر باشا نابغة في الرياضيات والهندسة، ونبغ في العلوم الهندسية والرياضية، وكان بهذه البعثة الإمام الخاص بها رفاعة رافع الطهطاوي.